# Marcus Geganius Macerinus
Marcus Geganius Macerinus was een Romeins generaal en politicus, die driemaal consul van de Romeinse Republiek was.
Geganius Macerinus was lid van de patricische gens Gegania. In 447 v.Chr. werd hij samen met Gaius Julius Iullus tot consul verkozen.
In 443 v.Chr. werd hij voor de tweede keer tot consul verkozen, samen met Titus Quinctius Capitolinus Barbatus. Vanaf dit jaar werden censoren in plaats van de consuls verantwoordelijk voor de census. Intussen vroeg het door de Volsken belegerde Ardea Rome om hulp. Geganius werd er met een leger op afgestuurd en versloeg de Volsken terwijl zijn medeconsul Quinctius de vrede in Rome bewaarde. Terug in Rome kreeg Geganius een triomftocht.
In 437 v.Chr. werd hij samen met Lucius Sergius Fidenas consul. Vanwege de oorlog met de Veientes en hun bondgenoten werd dat jaar Mamercus Aemilius Mamercinus tot dictator gekozen. Deze wist de Etrusken te verslaan.
In 435 v.Chr. werd hij samen met Gaius Furius Pacilus Fusus tot censor gekozen.
In 431 v.Chr. vocht hij onder dictator Aulus Postumius Tubertus in de succesvolle oorlog tegen de Volsken en Aequi bij Algidus mons.